# Ellatodon blanchardi
Ellatodon blanchardi is een rechtvleugelig insect uit de familie sabelsprinkhanen (Tettigoniidae). De wetenschappelijke naam van deze soort is voor het eerst geldig gepubliceerd in 1890 door Brongniart.